# آب خاکستری

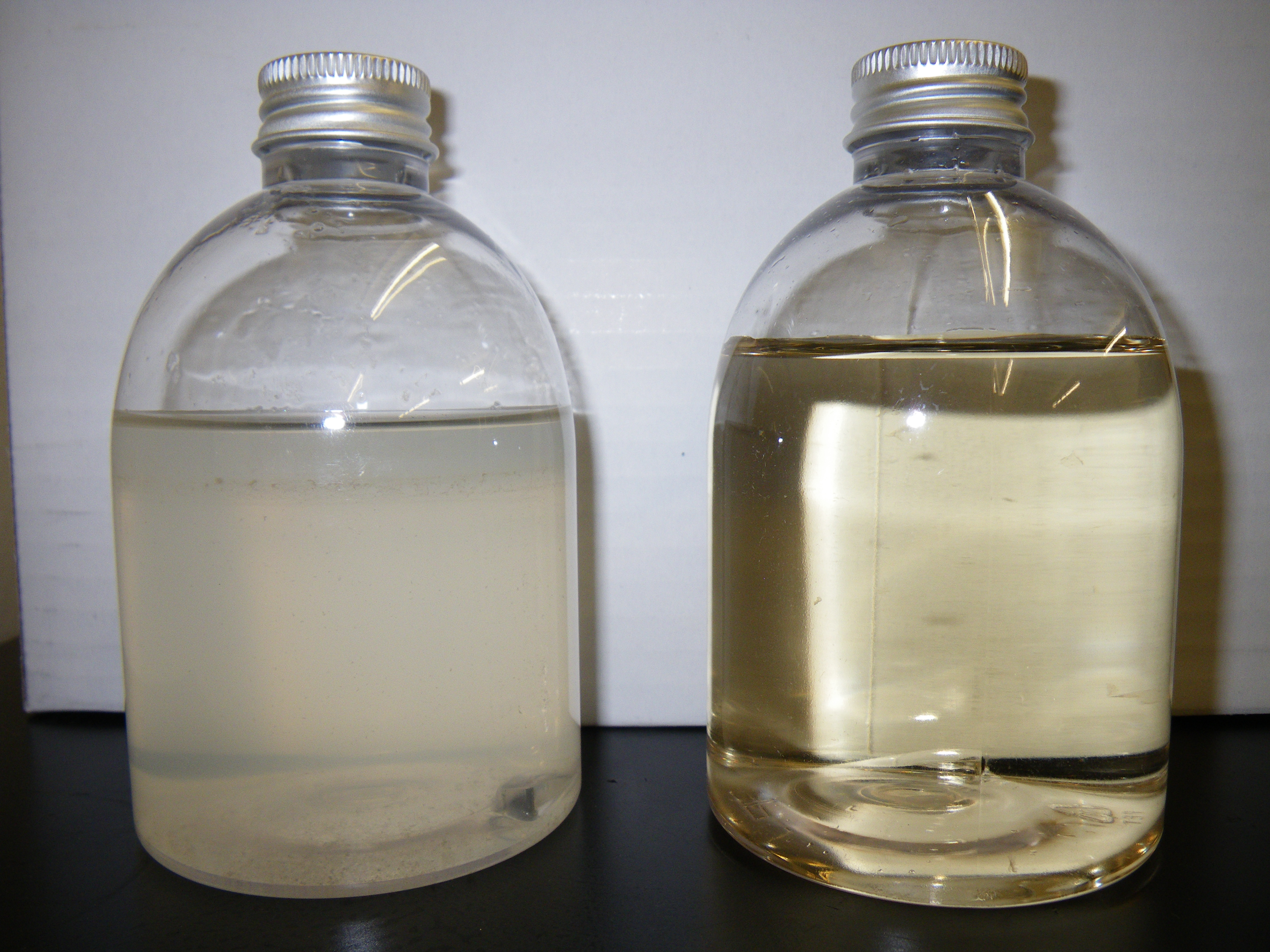
در سمت چپ، یک بطری آب خاکستری از خانه 1 GIZ وجود دارد. در مقایسه در سمت راست، نمونه ای از آب تصفیه شده پس از تصفیه MBR وجود دارد. شفاف است و هیچ گونه باقیمانده قابل مشاهده ای ندارد. رنگ قهوه ای روشن توسط هومین ها (humins) ایجاد می شود.

آب خاکستری (به انگلیسی: Greywater) آب بازیافتی یا فاضلاب‌های خانگی، به آب‌های ضایعاتی (پساب) ایجاد شده توسط افراد در خانه‌ها یا ساختمان‌های اداری است که دربرگیرندهٔ تمام جریان‌ها به استثنای فاضلاب خروجی از سرویس‌های بهداشتی (فاضلاب مدفوعی که به آن آب سیاه می‌گویند) استحصال شده از فعالیت‌های معمول روزانه نظیر رخت‌شویی، شستشوی ظروف و حمام کردن است، که می‌توانند برای اموری مثل آبیاری فضاهای سبز، سیفون توالت و ساختمان‌های نیازمند رطوبت زیاد همچون گلخانه‌ها، به مصرف مجدد برسند.
آب خاکستری یا فاضلاب‌های خانگی تفاوت‌های زیادی با فاضلاب توالتی دارند، زیرا مورد اخیر را با نام گنداب‌ها (یا آب سیاه) می‌شناسند که حاوی فضولات انسانی هستند.
آب خاکستری اصولاً نام خویش را از ظاهر تیره‌ای دریافت کرده‌اند، که حد واسط آب آشامیدنی با مفهوم «آب سفید» و «گنداب‌های توالتی» یا «آب سیاه» می‌باشند.
در سیاق خانگی، آب خاکستری همان آب‌های مصرفی حمام، دوش گرفتن، روشویی و ماشین‌های لباسشویی هستند، اما گاهی آب سینک آشپزخانه و ظرفشویی نیز از نظر فنی آب بازیافتی به حساب می‌آیند، اگر چه تمرکز بالای پسماندهای غذایی و شیمیایی به این معناست که این آب برای استفاده مجدد، کمتر مناسب است.
کمیت
بالغ بر ۶۵ الی ۷۵ درصد فاضلاب تولید شده در خانه‌ها آب خاکستری می‌باشد و این می‌تواند منبع مناسبی برای استفاده مجدد باشد چرا که رابطهٔ مستقیمی میان آب خاکستری تولید شده و آب مورد نیاز برای استفاده در فلاش تانک‌ها وجود دارد.

## اهداف استفاده از آب خاکستری
از آب خاکستری در کشورهایی که با مشکل کمبود آب مواجه اند استفاده می‌گردد که تا حدودی موجب برطرف شدن مشکل کم‌آبی می‌شود. استفاده از آب خاکستری پس از تصفیه در مصارف صنعتی و کشاورزی نیز استفاده می‌شود.